# Poder Judicial de la Federación (México)
El Poder Judicial de la Federación (PJF) es el conjunto de organismos depositarios de dicho poder en México, uno de los tres Poderes de la Unión que componen el sistema de gobierno en ese país. Está integrado por la Suprema Corte de Justicia de la Nación (SCJN) —su máximo tribunal—, el Tribunal de Disciplina Judicial, el Órgano de Administración Judicial, el Tribunal Electoral del Poder Judicial de la Federación, los plenos regionales, los tribunales colegiados de circuito y de apelación, y los juzgados de distrito.
Sus fundamentos se encuentran en el Título III, Capítulo IV (abarcando catorce artículos) de la Constitución Política de los Estados Unidos Mexicanos y la «Ley Orgánica del Poder Judicial de la Federación». Los tribunales de los Estados y de la Ciudad de México pueden actuar en auxilio de la Justicia Federal, en los casos previstos por la Carta magna y las leyes. 
La administración del Poder Judicial de la Federación, con excepción de la Suprema Corte de Justicia, está a cargo del Órgano de Administración Judicial; en tanto la disciplina corresponde al Tribunal de Disciplina Judicial. 
En este poder y su conjunto de órganos se deposita la facultad de impartir justicia en todos los aspectos institucionales del Estado mexicano; la aplicación de las normas y principios jurídicos en la resolución de conflictos, y en todos los ámbitos del ejercicio del Derecho y la interpretación de las leyes federales en la sociedad (civil, penal, constitucional, mercantil, laboral, administrativo, fiscal, procesal, etcétera).

## Suprema Corte de Justicia de la Nación
Es el Tribunal Constitucional de México y la máxima instancia del sistema judicial del país. Se compone de nueve ministros electos por voto popular para un periodo de nueve años, sin opción a reelegirse; desempeñando su labor en sesiones de pleno. Su presidente actúa como máximo responsable de esta y es representante ante los otros poderes. A este órgano le corresponde garantizar el orden establecido por la Constitución, mantener el equilibrio entre los diversos poderes y órganos de gobierno, y solucionar, de modo definitivo, asuntos judiciales de gran relevancia social, a través de las resoluciones jurisdiccionales que dicta. Por lo anterior, y al tratarse del principal y más alto tribunal de naturaleza constitucional, no existe órgano ni autoridad que se encuentre por sobre ella o recurso judicial que pueda interponerse en contra de sus decisiones.

## Tribunales Colegiados de Apelación
Los Tribunales Colegiados de Apelación son órganos jurisdiccionales que se encargan de resolver apelaciones y amparos en segunda instancia. Tienen como responsabilidad, determinar de manera colegiada cuando se trata de apelaciones contra sentencias definitivas, autos de plazo constitucional o cualquier otra resolución en la que se determine revocar la libertad o reclusión del inculpado. En cada entidad federativa deberá existir al menos un Tribunal Colegiado de Apelación. Su integración se compone de tres Magistradas o Magistrados electos por voto popular para un periodo de nueve años, con derecho a una reelección; El órgano de administración judicial designará el número de secretarias y secretarios proyectistas, secretarios y secretarias, las y los actuarios, oficiales judiciales y personas empleadas que determine el presupuesto. Las temas que le compete son:

- I. De los juicios de amparo promovidos contra actos de otros Tribunales Colegiados de Apelación, que no constituyan sentencias definitivas, en términos de lo previsto por la Ley de Amparo, Reglamentaria de los artículos 103 y 107 de la Constitución Política de los Estados Unidos Mexicanos respecto de los juicios de amparo indirecto promovidos ante Juzgados de Distrito. En estos casos, el tribunal colegiado de apelación competente será el más próximo a la residencia de aquél que haya emitido el acto impugnado;
- II. De la apelación de los asuntos conocidos en primera instancia por los Juzgados de Distrito;
- III. Del recurso de denegada apelación;
- IV. De la calificación de los impedimentos, excusas y recusaciones de las y los Magistrados Colegiados de Apelación y las y los Jueces de Distrito, excepto en los juicios de amparo;
- V. De las controversias que se susciten entre las y los Jueces de Distrito sujetos a su jurisdicción, excepto en los juicios de amparo, y
- VI. De los demás asuntos que les encomienden las leyes.

## Tribunales Colegiados de Circuito
Los Tribunales Colegiados de Circuito son órganos jurisdiccionales que se encargan de resolver apelaciones y amparos en segunda instancia. Su integración se compone de tres Magistradas o Magistrados electos por voto popular para un periodo de nueve años, con derecho a una reelección; El órgano de administración judicial designará el número de secretarias y secretarios proyectistas, secretarios y secretarias, las y los actuarios, oficiales judiciales y personas empleadas que determine el presupuesto. Los magistrados listarán los asuntos con tres días de anticipación, y se resolverán en su orden. Los asuntos de su competencia son:

- I. De los juicios de amparo directo contra sentencias definitivas, laudos o contra resoluciones que pongan fin al juicio por violaciones cometidas en ellas o durante la secuela del procedimiento, cuando se trate:
  - a) En materia penal, de sentencias o resoluciones dictadas por autoridades judiciales del orden común o federal, y de las dictadas en incidente de reparación de daño exigible a personas distintas de los inculpados, o en los de responsabilidad civil pronunciadas por los mismos tribunales que conozcan o hayan conocido de los procesos respectivos o por tribunales diversos, en los juicios de responsabilidad civil, cuando la acción se funde en la comisión del delito de que se trate y de las sentencias o resoluciones dictadas por tribunales militares cualesquiera que sean las penas impuestas;
  - b) En materia administrativa, de sentencias o resoluciones dictadas por tribunales administrativos o judiciales, sean locales o federales;
  - c) En materia civil o mercantil, de sentencias o resoluciones respecto de las que no proceda el recurso de apelación, de acuerdo con las leyes que las rigen, o de sentencias o resoluciones dictadas en apelación en juicios del orden común o federal, y
  - d) En materia laboral, de laudos o resoluciones dictadas por juntas o tribunales federales o locales;

- II. Del recurso de revisión en los casos a que se refiere el artículo 81 de la Ley de Amparo, Reglamentaria de los artículos 103 y 107 de la Constitución Política de los Estados Unidos Mexicanos;
- III. Del recurso de queja en los casos y condiciones establecidas en la Ley de Amparo, Reglamentaria de los artículos 103 y 107 de la Constitución Política de los Estados Unidos Mexicanos;
- IV. Del recurso de inconformidad en los casos y condiciones establecidas en la Ley de Amparo, Reglamentaria de los artículos 103 y 107 de la Constitución Política de los Estados Unidos Mexicanos;
- V. Del recurso de revisión contra las sentencias pronunciadas en la audiencia constitucional por las y los Jueces de Distrito, los Tribunales Colegiados de Apelación o por la persona superior del tribunal responsable en los casos a que se refiere el artículo 84 de la Ley de Amparo, Reglamentaria de los artículos 103 y 107 de la Constitución Política de los Estados Unidos Mexicanos, y cuando se reclame un acuerdo de extradición dictado por el Poder Ejecutivo a petición de un gobierno extranjero, o cuando se trate de aquellos remitidos por la Suprema Corte de Justicia de la Nación en ejercicio de la facultad prevista en el noveno párrafo del artículo 94 de la Constitución Política de los Estados Unidos Mexicanos;
- VI. De los recursos de revisión que las leyes establezcan en términos de la fracción III del artículo 104 de la Constitución Política de los Estados Unidos Mexicanos;
- VII. De los impedimentos y excusas que en materia de amparo se susciten entre las y los Jueces de Distrito, y en cualquier materia entre las y los Magistrados de los Tribunales de Circuito, o las autoridades a que se refiere el artículo 54, fracción III de la Ley de Amparo, Reglamentaria de los artículos 103 y 107 de la Constitución Política de los Estados Unidos Mexicanos. En estos casos conocerá el Tribunal Colegiado de Circuito más cercano. Cuando la cuestión se suscitare respecto de un solo Magistrado o Magistrada de circuito de amparo, conocerá su propio tribunal;
- VIII. De los recursos de reclamación previstos en el artículo 104 de la Ley de Amparo, Reglamentaria de los artículos 103 y 107 de la Constitución Política de los Estados Unidos Mexicanos, y
- IX. Las demás que expresamente les encomiende la ley o los acuerdos generales emitidos por la Suprema Corte de Justicia de la Nación

## Plenos regionales
Los Plenos Regionales son órganos jurisdiccionales que sustituyeron a los Plenos de Circuito y se encargan de resolver contradicciones de criterios, conflictos competenciales, solicitudes de inicio de procedimiento de declaratoria general de inconstitucionalidad, competencia delegada y otros asuntos que disponga la Suprema Corte. Fueron creados en 2021 como parte de una reforma constitucional que busca fortalecer el debate y el proceso deliberativo, lo cual beneficiará a la administración de justicia.
Cada Pleno Regional se compone de tres Magistradas o Magistrados electos por voto popular para un periodo de nueve años, con derecho a una reelección; Uno de dichos integrantes será su presidente. Los Plenos Regionales tienen competencia para conocer en la materia de su especialidad y en el área geográfica que delimita su Región. En cada entidad federativa deberá existir al menos un Pleno Regional. Sus temas de competencia son:

- I. Resolver las contradicciones de criterios sostenidas entre los Tribunales Colegiados de Circuito de la región correspondiente, determinando cuál de ellas debe prevalecer;
- II. Denunciar ante el Pleno de la Suprema Corte de Justicia de la Nación las contradicciones de criterios entre Plenos Regionales o entre Tribunales Colegiados de distinta región;
- III. Solicitar a la Suprema Corte de Justicia de la Nación, conforme a los acuerdos generales que emita el Órgano de Administración Judicial, que inicie el procedimiento de declaratoria general de inconstitucionalidad cuando dentro de su región se haya emitido una jurisprudencia derivada de amparos indirectos en revisión en la que se declare la inconstitucionalidad de una norma general;
- IV. De los conflictos competenciales que se susciten entre órganos jurisdiccionales, y
- V. Las demás que les confieran los acuerdos generales de la Suprema Corte de Justicia de la Nación.

## Tribunal Electoral del Poder Judicial de la Federación
Es un órgano especializado del Poder Judicial, encargado de resolver controversias en materia electoral, proteger los derechos político-electorales de los ciudadanos e impartir justicia en el ámbito electoral; en esta área representa la última instancia, por lo que ante sus determinaciones no existe recurso de apelación. Entre sus responsabilidades más relevantes está la de declarar electas a las autoridades de los tres Poderes de la Unión que surjan de los procesos y comicios federales. Está integrado por una Sala Superior y hasta siete salas regionales, cinco de ellas deberán coincidir con las circunscripciones electorales previstas en el artículo 53 de la Constitución, y las dos restantes podrán ser creadas por el Órgano de Administración Judicial; la sala superior la integrarán siete magistradas y magistrados electos popularmente para un periodo de seis años improrrogables; las sesiones de resolución deben ser públicas.

## Juzgados de distrito
Son los órganos jurisdiccionales de primera instancia del Poder Judicial de la Federación. Es decir, la unidad básica entre los órganos de impartición de justicia. Están a cargo de un juez o jueza de distrito, electo por voto popular para un periodo de nueve años, con opción a una reelección. En virtud de lo anterior, sus facultades y competencias dependen de la materia que se le designe de acuerdo a los artículos del 41 al 59 de la Ley Orgánica del Poder Judicial de la Federación, sin embargo en términos generales les corresponde resolver:
- Juicios relacionados con la aplicación de leyes federales en las materias civil, penal y administrativa, o de tratados internacionales, y
- Juicios de amparo indirecto en las materias civil, penal, administrativa y laboral. Algunos de estos órganos están especializados solo en una materia –penal, administrativa, civil o laboral–, mientras que otros conocen de dos o más materias.

## Centros de Justicia Penal
Los Centros de Justicia Penal son instalaciones del Poder Judicial que tienen como objetivo garantizar el derecho a una justicia pronta, eficaz, gratuita e imparcial a todas las personas. Estos centros son espacios físicos donde se llevan a cabo los juicios orales y se imparte justicia penal en el marco del Sistema de Justicia Penal Acusatorio.
Los Centros de Justicia Penal Federal son instalaciones especializadas que se encargan de conocer y resolver asuntos federales en materia penal. En estos centros, los jueces y juezas apoyados de un equipo jurisdiccional y administrativo desempeñan su labor. Los temas de su competencia son:

- I. Del recurso de apelación, así como de los procedimientos de reconocimiento de inocencia y de anulación de sentencia;
- II. De los recursos previstos en leyes del sistema procesal penal acusatorio;
- III. De la clasificación de los impedimentos, excusas y recusaciones de las y los Jueces de control, de enjuiciamiento y de ejecución de sanciones penales de su jurisdicción;
- IV. De los conflictos de competencia que se susciten entre las y los juzgadores especificados en la fracción anterior, y
- V. De los demás asuntos que les encomienden las leyes.

## Órgano de Administración Judicial
El Órgano de Administración Judicial es la institución que tiene a su cargo la administración y seguimiento de la carrera judicial dentro de los componentes del Poder, con excepción de la Suprema Corte y el Tribunal Electoral. Además, debe velar en todo momento por la autonomía de los órganos del Poder Judicial de la Federación y por la independencia e imparcialidad de sus miembros.
Está integrado por cinco miembros: tres Consejeros designados por el Pleno de la Suprema Corte, de entre los Magistrados de Circuito y Jueces de Distrito; un Consejero designado por el Senado, y uno por el Presidente de la República. 
Todos los consejeros durarán seis años en su cargo, y ejercerán de manera rotativa y por dos años la presidencia del mismo. Son sustituidos de manera escalonada, y no pueden ser nombrados para un nuevo periodo. Los Consejeros no representan a quien los designa, por lo que deben ejercer su función con independencia e imparcialidad-
El Órgano funciona en Pleno o en comisiones. El Pleno resuelve sobre la determinación del número y división en circuitos, competencia territorial y especialización por materias de los Tribunales Colegiados de Circuito, de los Tribunales Colegiados de Apelación y de los Juzgados de Distrito; el ingreso, permanencia y separación del personal de carrera judicial y administrativo, así como su formación, promoción y evaluación de desempeño; la expedición de reglamentos, e inspección del cumplimiento de los mismos, para el gobierno interno del Poder Judicial; autorizar las licencias y recibir las renuncias de las personas titulares de los organismos judiciales. Mientras que las comisiones se encargarán de la administración, de la carrera judicial y de la creación de nuevos órganos.

## Tribunal de Disciplina Judicial
El Tribunal de Disciplina Judicial es el órgano que tiene a su cargo la investigación y resolución de los procedimientos de responsabilidades administrativas de los servidores públicos que desempeñan funciones jurídicas en el Poder Judicial, así como la resolución de los recursos de revisión en los procedimientos administrativos del personal tratándose de faltas graves; es de igual manera encargado de la evaluación y seguimiento del desempeño de las Magistrados y Jueces de todos los organismos y, el encargado de resolver los conflictos entre el Poder Judicial de la Federación y sus integrantes, así como los que se susciten entre la Suprema Corte de Justicia de la Nación y sus trabajadores.
Está integrado por cinco miembros electos por voto popular. Todos los magistrados durarán seis años en su cargo, ejercerán de manera rotativa, y por dos años la presidencia del mismo. Son sustituidos de manera escalonada, y no pueden ser nombrados para un nuevo periodo. Los magistrados no representan a quien los designa, por lo que deben ejercer su función con independencia e imparcialidad. El Tribunal funciona en Pleno o en comisiones.

## Funcionarios judiciales auxiliares
Con la finalidad de administrar justicia de forma eficiente y pronta, los Jueces, Magistrados y Ministros son auxiliados por otros funcionarios del orden judicial. Estos son:
- Secretarios de Estudio y Cuenta: son funcionarios auxiliares de los Ministros, encargados del estudio, análisis y propuesta de proyectos de resolución de la Suprema Corte.

- Secretarios: son funcionarios auxiliares encargados de dar fe de las actuaciones, examinar las solicitudes de demandas y requerimientos, y presentar proyectos de resolución al juez o magistrado respectivo. Los secretarios de los Tribunales de Circuito y de los Juzgados de Distrito pueden desarrollar distintas tareas, tales como:
  - Secretario de Acuerdos.
  - Secretario Proyectista.
  - Secretario de Compilación de Tesis.

- Actuarios: son funcionarios auxiliares, que revisten el carácter de ministro de fe pública, encargados de notificar a las partes, o terceros, de las resoluciones de los tribunales, en los procedimientos tramitados ante ellos.